# André Chapelon
André Chapelon (Saint-Paul-en-Cornillon, 26 de outubro de 1892 – Paris, 22 de julho de 1978) foi um engenheiro mecânico francês.

## Vida
Chapelon é reconhecido como um dos mais absolutamente habilitados construtores de locomotivas a vapor. Começou sua carreira como "Ingénieur des Arts et Manufactures" na primeira metade da década de 1920 na Compagnie des chemins de fer de Paris à Lyon et à la Méditerranée (P.L.M.). Em 1925 mudou para a seção de pesquisa e desenvolvimento da sociedade Chemin de fer de Paris à Orléans (P.O.).
Devido à situação econômica ruim do período entreguerras Chapelon teve de trabalhar da economicamente mais fraca P.O. principalmente com a melhoria de máquinas já existentes. Desviando-se da habitual abordagem rule of thumb e experiência em construção de locomotivas a vapor, agiu com precisão científica nos detalhes técnicos das construções. É assim o sucesso de seus projetos devidamente justificado.

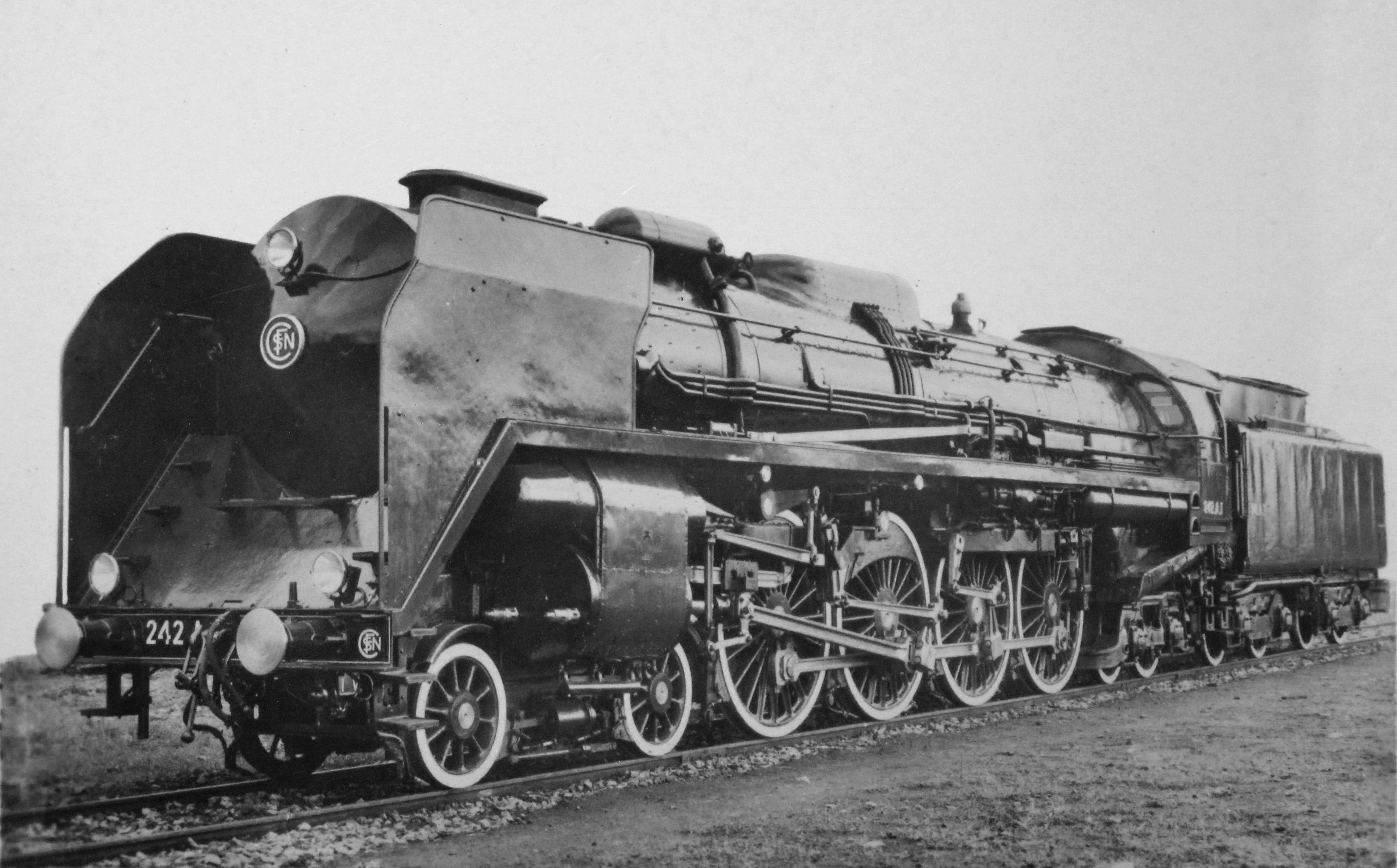
SNCF 242 A1

Aumentos notáveis de potência foram obtidos pela renovação de locomotivas por meio da aplicação rigorosa dos conhecimentos termodinâmicos. Neste contexto foi um defensor especial de motores compostos. Chapelon conseguiu aumentar a eficiência térmica das suas locomotivas em mais de 12 por cento, porcentagem jamais atingida em outros lugares.
Em 1934 Chapelon tornou-se engenheiro chefe da Chemins de fer de Paris à Orléans et du Midi (PO-Midi), resultado da fusão da P.O. e Chemins de fer du Midi.
Depois de uma viagem de estudos em 1938 para os Estados Unidos, Chapelon planejou novas máquinas mais eficientes, uma síntese dos princípios de projeto de duas grandes nações detentoras das técnicas de construção de locomotivas a vapor e que estavam muito a frente de seu tempo. A fusão das quatro grandes redes francesas na Société Nationale des Chemins de fer Français (SNCF) ocasionou novas prioridades, que barraram estes planos. Por isto nunca lhe foi permitido construir na França uma nova locomotiva desde seu projeto inicial. Somente no Brasil pode Chapelon construir novas locomotivas.
Conhecidas e melhoradas locomotivas reconstruídas por Chapelons foram a 4701 da P.O., na época (1931) com 3000 hp a mais potente locomotiva da Europa, a 240 P e a SNCF 242 A 1, com potência até 5300 hp as maiores e mais potentes locomotivas a vapor da Europa.
André Chapelon foi no final de sua carreira "Ingénieur en Chef Honoraire" da SNCF.